# Roy Amara
Roy Charles Amara (7 de abril de 1925-31 de diciembre de 2007) fue un investigador, científico, futurólogo y presidente americano del Institute for the Future, más conocido por la ley de Amara sobre los efectos de la tecnología. Obtuvo una licenciatura en Gestión, una maestría en Ciencias y un doctorado en Ingeniería de Sistemas. También trabajó en el Stanford Research Institute.

## Ley de Amara
Su declaración, parafraseado por Robert X. Cringely, es un adagio de la informática, la cual se ha conocido como la ley de Amara, y declara:
Nuestra tendencia es sobrestimar los efectos de una tecnología en el corto plazo y subestimar el efecto en el largo plazo.
Se ha dicho que esta ley anima la gente a pensar de los efectos de la tecnología en el largo plazo, y que es una ilustración por el ciclo de sobreexpectación, caracterizado por el «pico de expectativas sobredimensionadas» seguido por el «abismo de desilusión». Se ha usado esta ley para explicar ciberataques y la nanotecnología.

### Libros
- Amara, Roy; Boucher, Wayne I. (1977).  National Science Foundation, ed. The study of the future: an agenda for research. Washington, D.C.: General Post Office. OCLC 3200105.
- Amara, Roy; Lipinski, Andrew J. (1983). Business planning for an uncertain future: scenarios & strategies. New York: Pergamon Press. ISBN 9780080275451.
- Amara, Roy; Morrison, J. Ian; Schmid, Gregory (1988). Looking ahead at American health care. Washington, D.C.: McGraw-Hill, Healthcare Information Center. ISBN 9780070013841.
- Amara, Roy; Institute for the future (2003). Health and health care 2010: the forecast, the challenge (2nd edición). Hoboken, New Jersey: John Wiley & Sons. ISBN 9780470932513.

### Informes
- Amara, Roy; Institute for the future (1972). A framework for national science policy analysis. Menlo Park, California: Institute for the Future. OCLC 4484161. P-18. «Reprinted from IEEE transactions on systems, man, and cybernetics, v. SMC-2, no. 1 January 1972».
- Amara, Roy; Institute for the future (1972). Toward a framework for national goals and policy research. Menlo Park, California: Institute for the Future. OCLC 11724396. «Reprinted from IEEE Transactions on systems, man and cybernetics, v. SMC-2, no. 5 November 1972».
- Amara, Roy; Institute for the future (1972). The social responsibilities of business. Menlo Park, California: Institute for the Future. OCLC 5744644. «Prepared for the White House Conference on the Industrial World Ahead, Washington, D.C., 2–9 February 1972».
- Amara, Roy; Institute for the future (1973). Draft summaries of four workshops on the social impact of the computer. Menlo Park, California: Institute for the Future. OCLC 709544477.
- Amara, Roy; Lipinski, Andrew J.; Institute for the future (1974). Strategic planning: penetrating the corporate barriers. Menlo Park, California: Institute for the Future. OCLC 4349610.
- Amara, Roy; World Future Society (1975). The next 25 years: crises and challenges. Menlo Park, California: World Future Society. OCLC 3693807. P-31. «Presented at the World Future Society Second General Assembly Plenary Session, June 2, 1975».
- Amara, Roy; Institute for the future (1975). Some methods of futures research. Menlo Park, California: Institute for the Future. OCLC 2456542.
- Amara, Roy; Institute for the future (1975). Emerging societal issues: some suggestions for research. Menlo Park, California: Institute for the Future. OCLC 17817243. WP-22.
- Amara, Roy; Institute for the future (1978). The U.S. in the decade ahead: an inventory of resources: American Vocational Association national convention, 4 December, 1978. Menlo Park, California: Institute for the Future. OCLC 7527420. P-72.
- Amara, Roy; Lipinski, Hubert; Spangler, Kathleen; Institute for the future (1978). Communication needs in computer modeling. Menlo Park, California: Institute for the Future. OCLC 7511471. P-67. Published in Conference proceedings 1978 Winter Simulation Conference (WSC 1978). Pdf.[12]
- Amara, Roy; Institute for the future (1978). The future of voluntarism: meeting changing societal needs. Menlo Park, California: Institute for the Future. OCLC 7293285. P-69.
- Amara, Roy; Institute for the future (1978). Planning, futures and the skeptics. Menlo Park, California: Institute for the Future. OCLC 6661254.
- Amara, Roy; Institute for the future (1978). Toward understanding the social impact of computers. Menlo Park, California: Institute for the Future. OCLC 1166342. R-29.
- Amara, Roy; Institute for the future (1980). The future of management: ten shapers of management in the '80s. Menlo Park, California: Institute for the Future. OCLC 8390527. P-80.
- Amara, Roy; Institute for the future (1980). Imperatives for tomorrow: the I's have it: images, institutions, involvement. Menlo Park, California: Institute for the Future. OCLC 7917815. P-87.
- Amara, Roy; Institute for the future (1980). The futures field. Menlo Park, California: Institute for the Future. OCLC 7919207. P-95.